# Pablo Comelli
Pablo Comelli es un actor argentino nacido el 23 de diciembre de 1972 en San Isidro, provincia de Buenos Aires, Argentina. Su formación actoral la hizo con: J.Moris, L.Romero, C.Gandolfo, A.Strasberg, P.Redondo, A.Rinaldi, y A.Rodríguez Muñoz. En canto se perfeccionó con Susana Rossi y Marisol Gómez.

## Cine
- Palermo Hollywood
- Causa Efecto
- Corazón Iluminado

## Televisión
- Adictos 2011
- Herencia de amor 2009-2010.
- ¿Quién es el jefe?
- Floricienta
- Los secretos de papá
- Zumbadores Floricienta
- Rebelde Way
- Zafando
- Yago, pasión morena
- El arcángel
- Gino
- Mi cuñado
- La Tota y la Porota
- El Show de Videomatch

## Teatro
- Porque somos hombres
- Mutando
- Macbeth, W.Shakespeare
- Los cinco hombres de mi vida
- Lo que sepulté
- Secretos para sordos
- La lección del comesol
- El patito feo
- Adoradores de chupetines
- El principito